# المركز الوطني للمعلومات الصحية
المركز الوطني للمعلومات الصحية، هو مركز اتصال سعودي أنشئ بقرار مجلس الوزراء (رقم 333 بتاريخ 1434/10/19هـ) في أغسطس 2013، لتوفير وتنظيم وتبادل المعلومات آليا بين القطاعات الصحية.

## الأهداف
1. العمل ليكون مركز اتصال لتوفير وتنظيم وتبادل المعلومات الصحية آلياً بين أجهزة القطاعات الصحية وغيرها من الأجهزة ذات العلاقة.
2. تحديد البيانات والمعلومات الصحية اللازم توفيرها من الجهات المعنية بالخدمات الصحية.
3. توحيد المصطلحات والأسماء والتعريفات المستخدمة في جميع أنظمة المعلومات الصحية وأساليب جمعها.
4. التنسيق مع الجهات المعنية لإيجاد ملف صحي إلكتروني موحد لكل مريض.
5. اعتماد نظام الترميز الدولي للأمراض، ووضع لوائح العمل به، والإشراف على تطبيقه.
6. الربط مع شبكات الطب الاتصالي في المملكة لتشكيل شبكة وطنية للطب الاتصالي والإشراف عليها.
7. إعداد الإحصاءات الصحية الوطنية ونشرها، ورفع تقارير إحصائية دورية عن نشاط الخدمات الصحية.
8. تطوير المعايير الخاصة بتقنية معلومات الرعاية الصحية وقواعد البيانات المساعدة.
9. نشر الوعي بأهمية المعلومات الصحية، وعقد الندوات والمؤتمرات وإعداد ونشر البحوث والدوريات المتخصصة في نظم المعلومات الصحية.
10. توفير المعلومات الصحية للجهات المستفيدة.
11. التعاون مع الجهات والمنظمات والمراكز المماثلة على المستوى الوطني والدولي في مجال المعلومات الصحية.
12. إيجاد سجلات وطنية للأمراض والأوبئة الشائعة على مستوى المملكة.
13. تقديم المساندة والاستشارة الفنية للجهات الصحية في مجال نظم المعلومات الصحية.
14. التنسيق مع برنامج المعاملات الإلكترونية الحكومية (يسر).
15. المهمات الأخرى التي يعتمدها مجلس الخدمات الصحية في مجال اختصاصه.